# مقياس الحيود
مقياس الحيود (بالإنجليزية: Diffractometer)‏ هو أداة قياس تُستخدم لتحليل بنية المادة من خلال نمط التشتت الناتج عند تفاعل حزمة من الإشعاع أو الجسيمات مثل الأشعة السينية أو النيوترونات معها.

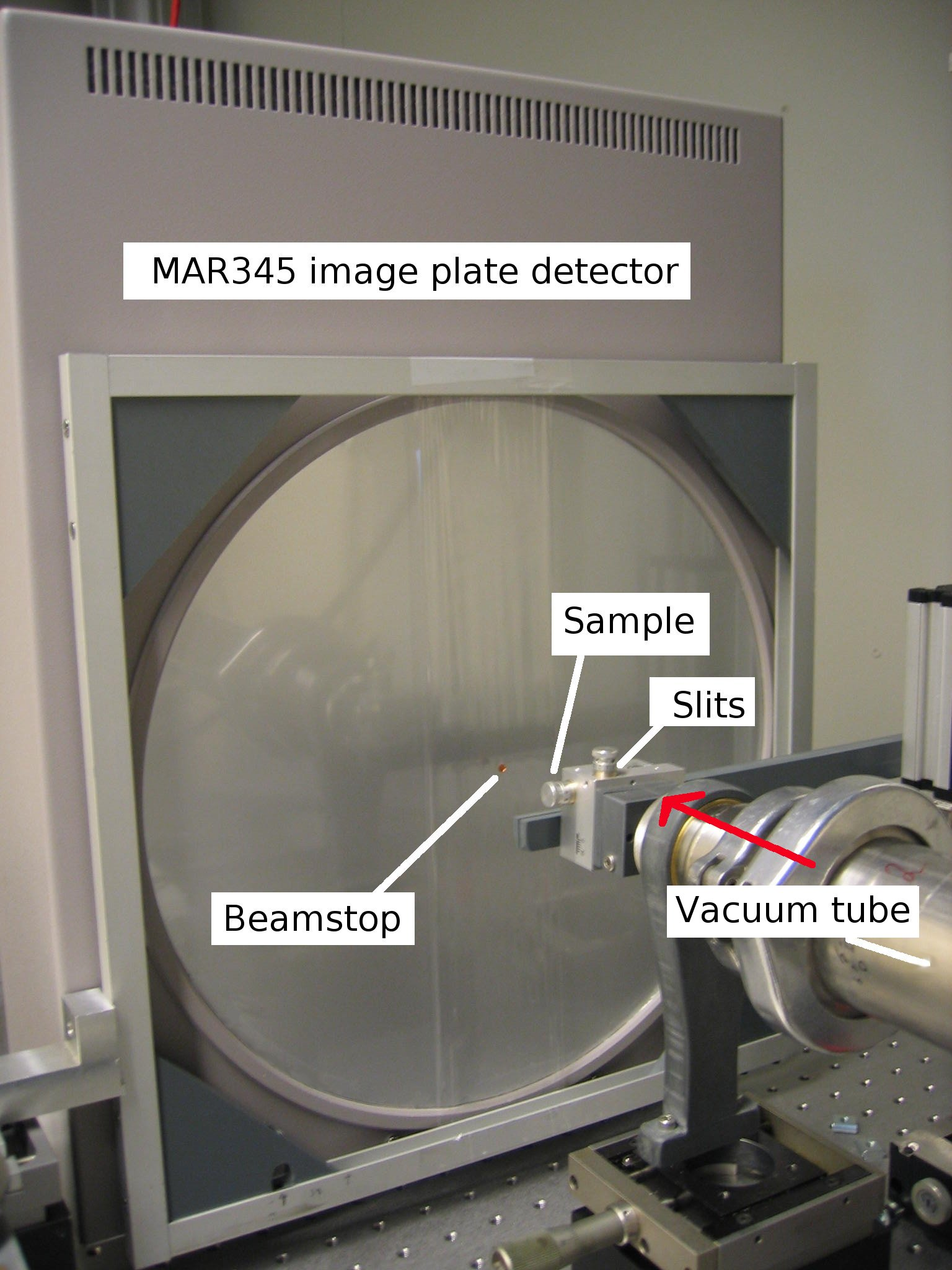
النهاية الكاشفة في جهاز حيود الأشعة السينية البسيط المزود بكاشف مساحة، يُشار إلى اتجاه الأشعة السينية بالسهم الأحمر.

## استخدام
تُستخدم أجهزة حيود الأشعة السينية لأغراض متنوعة، بما في ذلك تصوير الهياكل البلورية، وتحديد الأطوار، والتعرف على المواد غير المعروفة، وذلك في مجالات البلورات، والتفتيش، والبحث الصيدلاني لتحليل فعالية الأدوية.